# Nathan Camargo
Nathan Camargo dos Santos (Limeira, 25 luglio 2005) è un calciatore brasiliano, centrocampista del Guarani in prestito dal RB Bragantino.

## Carriera
Nato a Limeira, Nathan è entrato a far parte del settore giovanile del RB Bragantino nel 2021, dopo aver giocato nelle giovanili di Rio Branco-SP, Inter de Limeira e Red Bull Brasil.
Ha fatto il suo debutto fra i professionisti - e in Série A - il 14 maggio 2022, sostituendo nel secondo tempo il compagno di squadra Guilherme nella sconfitta esterna per 0-2 contro il Palmeiras; all'età di 16 anni e nove mesi, è diventato il più giovane esordiente del club.

## Statistiche

### Presenze e reti nei club
Statistiche aggiornate al 28 giugno 2025.
| Stagione             | Squadra              | Campionato           | Campionato | Campionato | Coppe nazionali | Coppe nazionali | Coppe nazionali | Coppe continentali | Coppe continentali | Coppe continentali | Altre coppe | Altre coppe | Altre coppe | Totale | Totale | Totale |
| Stagione             | Squadra              | Comp                 | Pres       | Reti       | Comp            | Pres            | Reti            | Comp               | Pres               | Reti               | Comp        | Pres        | Reti        | Pres   | Reti   |        |
| -------------------- | -------------------- | -------------------- | ---------- | ---------- | --------------- | --------------- | --------------- | ------------------ | ------------------ | ------------------ | ----------- | ----------- | ----------- | ------ | ------ | ------ |
| 2022                 | RB Bragantino        | A1/SP+A              | 0+5        | 0          | CB              | 0               | 0               | CL                 | 0                  | 0                  | -           | -           | -           | 5      | 0      |        |
| 2023                 | RB Bragantino        | A1/SP+A              | 3+1        | 0          | CB              | 0               | 0               | CS                 | 0                  | 0                  | -           | -           | -           | 4      | 0      |        |
| Totale RB Bragantino | Totale RB Bragantino | Totale RB Bragantino | 3+6        | 0          |                 | 0               | 0               |                    | 0                  | 0                  |             | -           | -           | 9      | 0      |        |
| 2025                 | Guarani              | A1/SP+C              | 10+7       | 1+0        | -               | -               | -               | -                  | -                  | -                  | -           | -           | -           | 17     | 1      |        |
| Totale carriera      | Totale carriera      | Totale carriera      | 26         | 1          |                 | 0               | 0               |                    | 0                  | 0                  |             | -           | -           | 26     | 1      |        |